# Einfühlungstheorie
Die Einfühlungstheorie – auch Resonanztheorie oder Erfassungstheorie genannt – bezeichnet eine im deutschsprachigen Raum um die Wende zum 20. Jahrhundert entwickelte Theorie, die im individualpsychologischen Vorgang der Einfühlung den Schlüssel der Ästhetik gefunden zu haben glaubte. Ihre Grundlagen reichen bis ins 18. Jahrhundert zurück.

## Die Herausbildung des Begriffs „Einfühlung“ im Rahmen der Ästhetik
Die Einführung des Begriffs in die psychologische und ästhetische Methodologie diente hauptsächlich dem Vorsatz, die Grenzen zwischen sinnlichem und ästhetischem Genuss genauer zu fixieren. Die entsprechenden Bestrebungen bildeten ein wichtiges Moment in dem Prozess, die Ästhetik als eigenständige Wissenschaft zu begründen, wobei die Analyse des ästhetischen Erlebens zu einem Hauptthema wurde. Während die Nähe zur experimentellen Psychologie strengste Wissenschaftlichkeit verhieß, bewirkte eine von bestimmten Prämissen ausgehende Erforschung der Bedingungen des ästhetischen Genusses, dass eine historisch bereits relativierte ästhetische Verhaltensweise theoretisch verabsolutiert und konserviert wurde.
Der Begriff der Einfühlung, von dem Althegelianer Friedrich Theodor Vischer und seinem Sohn Robert Vischer zum Terminus technicus herausgebildet, bezeichnete im Sinne der Einfühlungstheorie einen psychischen Akt, durch den äußerliche sinnliche Erscheinungen mit seelischem Gehalt erfüllt wurden. Das eigene Erleben des Wahrnehmenden wurde, in die Gegenstände projiziert, als ihr Leben erfahren bzw. in die fremden Körper hineingefühlt. Dieser Akt der Beseelung galt als Grundlage des ästhetischen Genusses. Von diesem Gedankengang ging die gesamte Einfühlungsliteratur aus. Dabei wurde der Begriff von seinen Vertretern auf tote Gegenstände wie auf lebende Personen und literarische Figuren gleichermaßen angewendet, sodass ganz unterschiedliche Inhalte damit verbunden wurden. Nur zögernd wurde die Frage aufgeworfen, ob die Beseelung der Natur und die Beseelung der menschlichen Körper überhaupt auf die gleiche Stufe gestellt werden durften.

## Zu den drei bestimmenden Einfühlungskonzepten
Eine Antwort, die die wechselnden Erscheinungsformen der Einfühlung in ihren gesellschaftlichen Voraussetzungen und Funktionen begreifen ließ, war von diesem gegebenen Standpunkt nicht zu leisten. Der Einfühlungsästhetiker – eine 1894 geschaffene Wortbildung – konnte sich keine Klarheit über den historischen Ausgangspunkt ihres Gegenstandes verschaffen. Innerhalb der vorhandenen Formen des Denkens können drei unterscheidbare Einfühlungskonzepte beschrieben werden:
1. Theorie der theatralischen Einfühlung der Aufklärung
2. Idee der Naturbeseelung in ihrer Entwicklung vom Deismus zur Romantik
3. Einfühlungstheorie des deutschen Neukantianismus

### Das 1. Einfühlungskonzept
Der Sache wie dem Begriffe nach ist die „Einfühlung“ eine Errungenschaft der Aufklärung und der Empfindsamkeit. Im Zusammenhang mit einer Stilablösung, in deren Verlauf die heroischen Gattungen Epos und Tragödie durch das bürgerliche Drama und den Roman verdrängt wurden, war die Einfühlung von den Theoretikern des Dramas als neue wirkungsästhetische Grundlage des Theatergeschehens ausgearbeitet und dann für die gesamte Literaturauffassung konstitutiv geworden.
Historisch löst die Ideologie der Einfühlung die Ideologie der Naturnachahmung (Mimesis) ab, die bis zur Mitte des 18. Jahrhunderts unbestritten war. Naturnachahmung bleibt aus der Sicht der Einfühlungsästhetiker einerseits äußerlich und ist andererseits nicht immer möglich. Ein Gewitter kann mit der besten Bühnenmaschinerie nicht authentisch wiedergegeben werden. Wohl aber können die Empfindungen, die das Gewitter erzeugt, durch geeignete dichterische oder musikalische Mittel entstehen.
Pierre de Beaumarchais bestimmte 1767 das Mitfühlen im Theater als „spontane Gefühlsregung, durch die wir uns dieses Geschehen zu eigen machen, ein Gefühl, das uns an die Stelle des Leidenden setzt, in der Mitte seiner Lage“. Zugrunde lag eine Auffassung, die das Theater als Modell für die verändernde Wirkung eines veränderten Milieus auf den Menschen begriff. Der Zuschauer wurde hier auch gegen seinen Willen verändert, insofern er, infiziert mit dem Bazillus des Mitgefühls für die Not seinesgleichen, das Theater verließ. Der spontane Akt der Identifikation mit dem leidenden Helden enthüllte, so glaubte man, dem Zuschauer sein besseres Ich, das sich auch im Alltag nicht wieder verleugnen ließ.
Eine Voraussetzung bildete die sensibilité („Empfindsamkeit“), wie sie etwa Jean-Baptiste Dubos formuliert hatte. Mit ihr wurden religiöse Anschauungen von der Autorität der Kirche befreit. Wesentlich für dieses Einfühlungskonzept, auf das, mit Ausnahme von Gotthold Ephraim Lessing, alle großen ästhetischen Programmschriften der Zeit von Denis Diderot bis Friedrich Schiller ausgerichtet waren, war die geschichtsphilosophische Legitimation, die Jean-Jacques Rousseau dem Mitleid in der Preisschrift über die Ungleichheit (1755) gegeben hatte: „Zweifellos muss das Mitleid umso stärker sein, je mehr das zuschauende Wesen fähig ist, sich in die Lage des Leidenden zu versetzen. Es steht fest, dass diese Einfühlung in den Naturzustand unendlich tiefer war als in einer Zeit, da die Menschen zu denken gewöhnt sind.“ Indem Rousseau die theatralische Identifikation mit dieser Konzeption ausdrücklich in Beziehung setzte, wurde das Theater zum letzten Refugium des Naturzustandes in der Zivilisation, zu dem einzigen Ort, wo innerhalb einer depravierten Sozialordnung dem Mitleid als „ursprünglichem Gefühl der Menschlichkeit“ noch Raum geblieben war. Eine populäre Zeiterscheinung war das Rührstück des Rokoko.
Auf die sozialen Zusammenhänge, in denen dieser Identifikations- oder Einfühlungsbegriff in der Aufklärung wurzelte, verweist die Gattungsbezeichnung „bürgerliches Drama“. Im Verständnis der Zeitgenossen kam darin die Abkehr von der Darstellung der Staatsaktion und der Sphäre der Öffentlichkeit zugunsten der Vorgänge in der Sphäre des bürgerlichen Alltags zum Ausdruck. Indem sich das bürgerliche Drama auf die Vorgänge außerhalb der Öffentlichkeitssphäre des absolutistischen Staates orientierte, reflektierte und beförderte es die Auflösung der politischen Stände der alten Ordnung in die sozialen Unterschiede der neuen bürgerlichen Gesellschaft.
Zu dieser progressiven historischen Tendenz einer Privatisierung in der Darstellung bildet die Einfühlung das Korrelat auf der Rezeptionsebene. Möglich geworden durch die Äquivalenz zwischen Zuschauer und dramatischem Personal, war es die Funktion dieser Einfühlung, die herrschenden Verhältnisse durch ästhetischen Egalitarismus zu entmachten. Indem die „Gleichheit des menschlichen Fühlens unter jeder Hülle“ nachgewiesen werden konnte, vereinigte das Theater die Vertreter aller Stände auf der Vorstellung der einen allgemein menschlichen Natur. Insofern ist der Akt der theatralischen Einfühlung im 18. Jahrhundert gleichermaßen ästhetischer wie politischer Natur.

### Das 2. Einfühlungskonzept
Unmittelbar wichtig geworden für die Entwicklung der Einfühlungstheorie war jedoch nicht das Einfühlungskonzept der Aufklärer, sondern die ästhetische Entdeckung der Natur und die damit verbundene Beseelung der Dinge durch die Dichter, die in der Romantik einen Gipfelpunkt erreichte. Beseelung war nicht mehr ein göttliches Privileg, sondern etwas Menschenmögliches, und dies versuchte man folgendermaßen zu rechtfertigen: Wie die Herausbildung der menschlichen Sinne sei auch die poetische Auffassung der Natur, die „Poetisierung“ der Welt, ein Resultat der Geschichte. Die primitive Reflexion der menschlichen Frühzeit, so glaubte man, hatte die rätselhaften Erscheinungen der Natur als Beseeltheit der Dinge begriffen. Eine Beseelung der Dinge durch die Dichter hatte ein Entwicklungsstadium zur Voraussetzung, in dem das Gefühl der menschlichen Ohnmacht vor einer übermächtigen Natur gewichen und die gesellschaftliche Herrschaft über sie gesichert erschien. Das Erhabene verlor seine Schrecken. Die Freiheit zum Naturgenuss erwarb die Menschheit zu dem Zeitpunkt, zu dem die Kräfte der Natur zum Objekt der Wissenschaft und damit der technischen Nutzung werden konnten.
Die sozialen Schranken bewirkten allerdings, dass die Geschichte des Naturgefühls und die Geschichte der vermenschlichten Natur nicht identisch waren. Seine Universalität erlangt der Mensch nicht nur auf dem Wege der Durchdringung der Natur durch Wissen und Werkzeuge, sie musste sich auch gegen die geistigen Barrieren in der Gesellschaft durchsetzen. Insofern besaß die seit der Renaissance sich entwickelnde Poetisierung der Welt eine Doppelfunktion: Sie hob immer neue Bereiche der Natur ins Bewusstsein, und sie vergöttlichte die Natur, indem die Welterkenntnis als wahre Gotteserkenntnis verstanden wurde. Nicht nur der Pantheismus, auch der Deismus mit seinem finalistischen Glaubenssatz „Die Schöpfung lobt den Schöpfer“ standen mit dieser Entwicklung im engsten Zusammenhang.
Erst Schillers Götter Griechenlands brach mit dieser Tradition und kehrte die aus dem Deismus folgenden antichristlichen Konsequenzen mit Schärfe hervor, indem das christliche Weltbild dem mythologischen der Antike gegenübergestellt wurde. Auf diese Weise sah Schiller als Ergebnis des Newtonschen Weltbildes eine „entgötterte Welt“, suchte aber den Zustand, der dem Dichter „nur das entseelte Wort“ ließ, durch die Rückkehr zur „schönen Welt“ der Antike zu überwinden. Demgegenüber bedeutete der spiritualistisch-philosophische Pantheismus der Frühromantiker zwar in ästhetischer Hinsicht die Zurückgewinnung der poetischen Kraft für das dichterische Wort, in philosophischer Hinsicht war es ein Festhalten an einem anthropomorphen, im Universum verankerten Lebenssinn, der universelle Harmonie in Natur und Gesellschaft voraussetzte.
Es entsprach dieser Weltsicht, wenn nach romantischer Auffassung dem Dichter ein besonderes Empfindungsmedium gegeben war, das ihm auf mystische Weise den Zugang zur Seele der Natur und ihren Erscheinungen erschloss. Zunehmende Verdinglichung ließ jedoch den Pantheismus schließlich unbrauchbar werden (Heinrich Heine) und rückte menschenferne Natur und Landschaft auf eine Stufe der Transzendenz, die nur dem Erleben zugänglich war. Die Einfühlungstheorie ist über den Horizont des romantischen Naturgefühls nie hinausgekommen. Ohne Kenntnis der ästhetischen Diskussionen des 18. Jahrhunderts dogmatisierte sie die Einfühlung zur transitiven Ich-Ausweitung, während für die Aufklärer an der Identifikation gerade der kommunikative Vorgang des handlungsorientierenden, also persönlichkeitserweiternden und -normierenden Erlebens der Zentralpunkt gewesen war.

### Das 3. Einfühlungskonzept
Eine umfassende Einfühlungstheorie – angeregt durch F. Th. Vischers Schrift Das Symbol (1887) – wurde von Theodor Lipps in seiner Schrift Psychologie des Schönen und der Kunst (1906) vorgelegt. Bestimmend für die Überlegungen von Lipps war die erkenntnistheoretische Fragestellung, auf welchem Wege das Bewusstsein von fremden Ichen erlangt würde. In diesem Zusammenhang stand als besonderes Problem die Frage nach dem psychischen Mechanismus, wie das im Kunstwerk dargestellte Psychische für den Rezipierenden sich darstellte. Nach Lipps ist es die eigenartige Funktion der Einfühlung, die er als nicht weiter zurückführbare Tatsache betrachtete, das nur aus eigenem Erleben und Fühlen bekannte Ich zu objektivieren. Die fremden Iche sind die Reproduktionen des eigenen Ichs, das seine Gefühle in den fremden Körper einfühlt. Der hier erkennbare subjektive Idealismus bildete auch für die Lippsche Theorie der ästhetischen Rezeption die philosophische Grundlage.
Indem die Einfühlungsphänomene permanent in ihrer individuellen und darum abstrakten Gestalt beobachtet wurden, gründeten die Vertreter der Einfühlungstheorie diese auf eine spezifische Voraussetzung der Philosophie. Wie weitgehend besonders Lipps von der agnostischen Erkenntnislehre des herrschenden Neukantianismus bestimmt wurde, zeigte am klarsten seine Interpretation der Naturbeseelung: „Das eine ungeteilte Ich also finde ich in dem Ding. Ich finde mich in dem Ding, das Mannigfaltige desselben umfassend und umschließend“. Nicht nur Tun und Leiden der Naturdinge wurden damit auf die Einfühlung zurückgeführt, sondern auch die Existenz der Dinge selbst.
Breitenwirkung erlangte die Einfühlungstheorie, die bis in die Gegenwart nachwirkt, vor dem Ersten Weltkrieg in Deutschland besonders in der Ästhetik und Kunstgeschichte. Auch an sich kritisch gegen Lipps und seine Verabsolutierung der Einfühlung zur einzigen Quelle des ästhetischen Genusses gerichtete Arbeiten wie von Wilhelm Worringer in Abstraktion und Einfühlung (1906) bewirkten, da sie mit abstrakten Gegenbegriffen arbeiteten, nur eine weitere Enthistorisierung der Einfühlungstheorie.